# Centralni bai jezik
Centralni bai jezik (pai, minjia, minchia, minkia, labbu, nama, leme; ISO 639-3: bca), jedan od tri jezika ili dijalekta, šire skupine bai, tibetsko-burmanske porodice, kojim govori 800.000 ljudi (2003) u sjeverozapadnom Yunnanu, Kina. Nastao je podijelom jezika bai [piq; povučen] na centralni bai [bca], sjeverni bai [bfc] i južni bai [bfs].
Postoji nekoliko dijalekata: jianchuan, heqing, lanping, eryuan i yunlong.

## Vanjske poveznice
- Ethnologue (14th)
- Ethnologue (15th)